# アリー・アシュケナジー・シナゴーグ

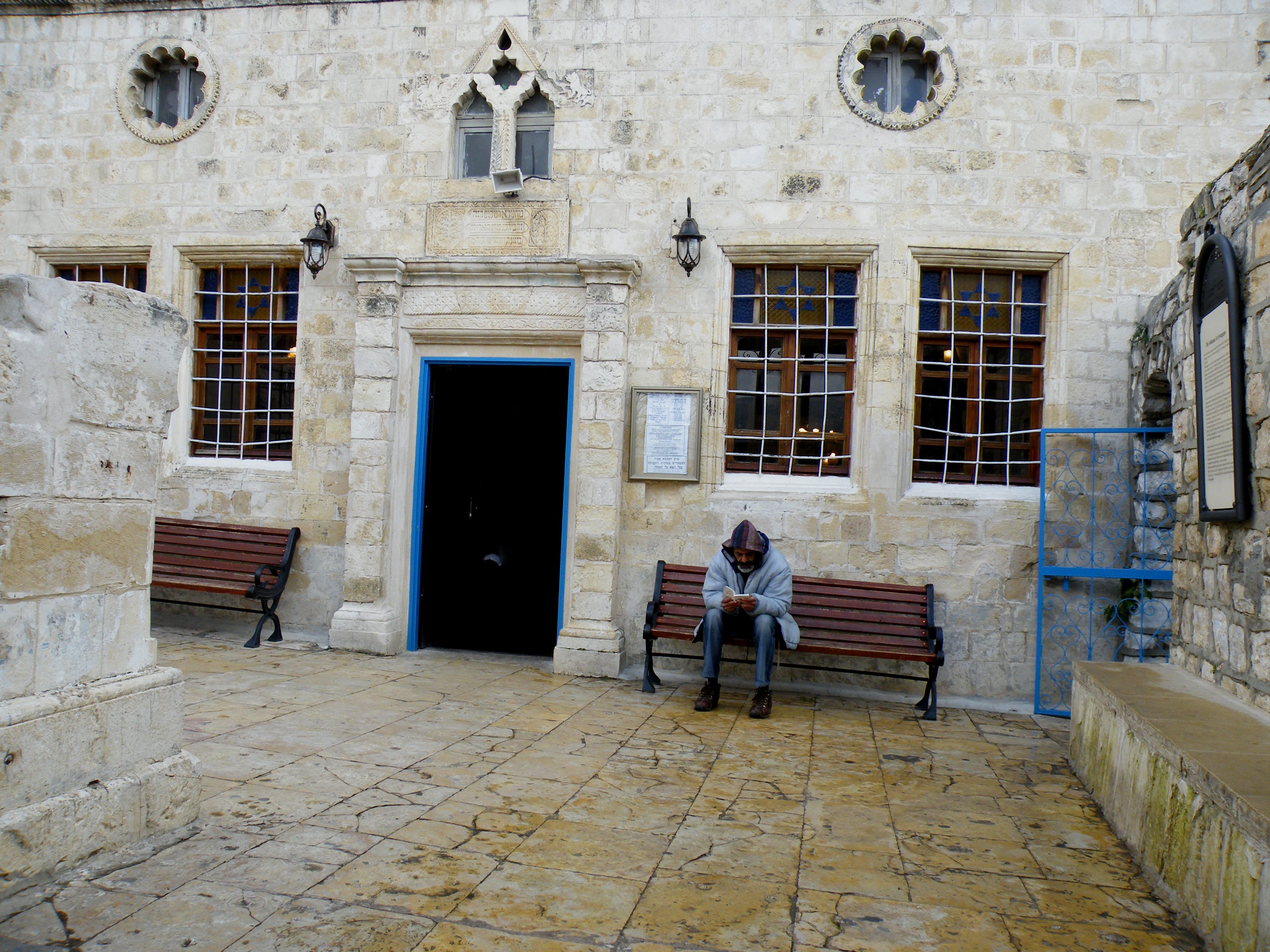
アリー・アシュケナジー・シナゴーグ

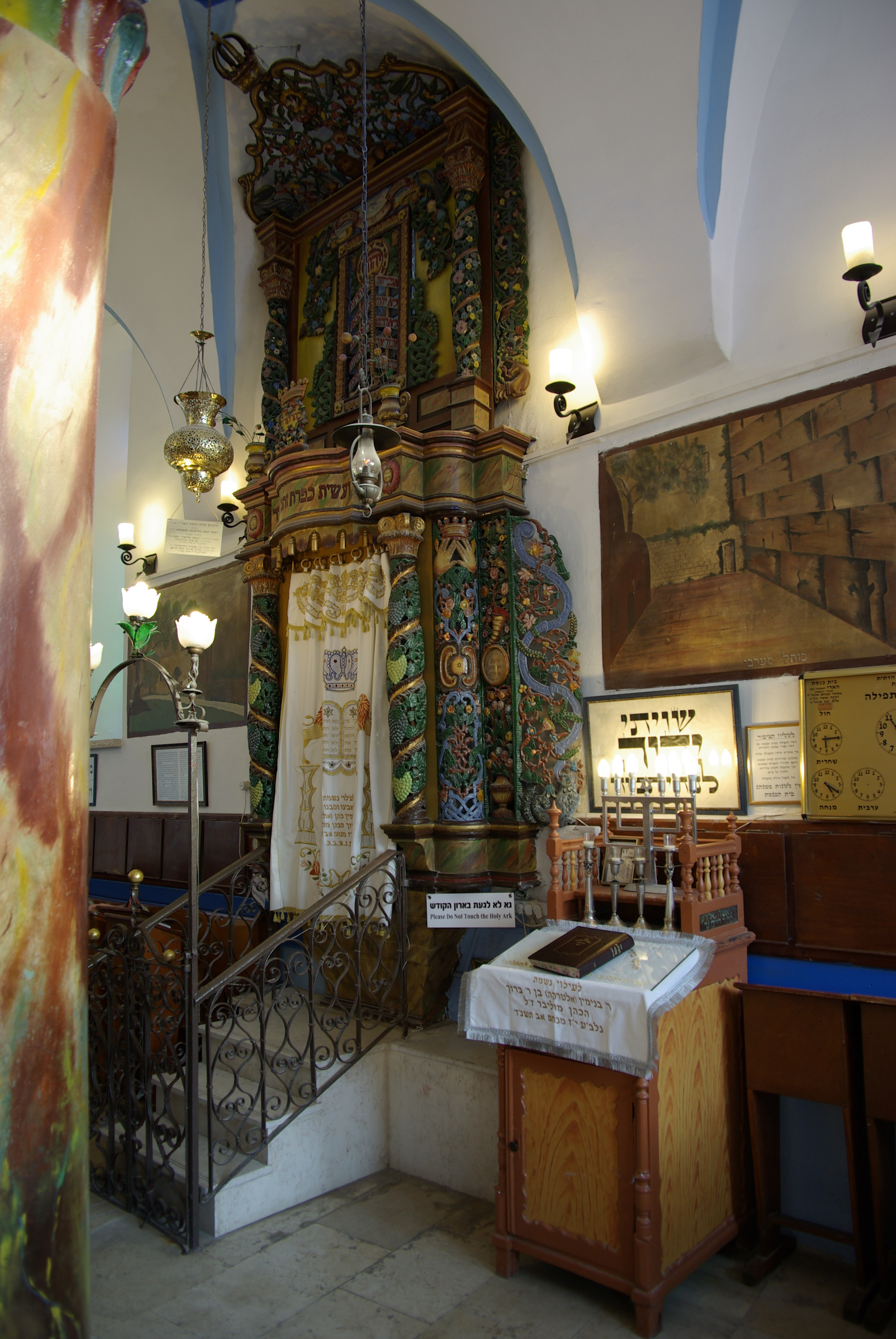
アリー・アシュケナジー・シナゴーグの聖櫃

アリー・アシュケナジー・シナゴーグは、サフェドにある、「アリ」として知られるラビ・イツハク・ルリア（1534年 - 1572年）を記念して建てられたシナゴーグである。このシナゴーグはその歴史を16世紀遅くにさかのぼる。1570年にサフェドにたどり着いたカバラ主義者イツハク・ルリアの死から数年後まで建設は続いていた。扉の上の横木にあるヘブライ語の碑文はこう書かれている。
祝福を受けしアリーの思い出によるこのシナゴーグはなんと霊気に満ちていることか。
アリー・シナゴーグは彩り豊かで絢爛な聖櫃で知られている。これは歴史的パレスチナのうち1949年停戦ライン内の部分で最も古い、現役のシナゴーグであるかも知れない。

## 歴史
アリー・シナゴーグは、16世紀にギリシャからサフェドに着いたセファルディムの移民により建設された。ラビ・イツハク・ルリアがサフェドに着いた時、彼はこのシナゴーグでシャバットの晩の礼拝を行った。礼拝中、イツハク・ルリアは弟子たちとともにシナゴーグを離れ、近くの野で安息日を迎えるのを常としていた。礼拝中に安息日を迎えるこのアリーの伝統は、いまなお世界のユダヤ教徒コミュニティーに伝わっている。安息日を迎える宗教歌を歌っている間、彼らは入り口の方へ向き、安息日に「挨拶」するのである。
18世紀に東欧から超正統派がやってくると、彼らの礼拝に供されるようになった。1837年のガリラヤ地震で崩れ落ちたが、20年後に再建されている。第一次中東戦争では、砲弾の破片が飛び込んだにもかかわらず、けが人が出なかったので、奇跡が起きたと考えられている。このシナゴーグは、その名によりアシュケナジーと関連づけられているが、今日では超正統派と東方系ユダヤ教徒の祈りの場として機能しており、また周波を問わず人気の礼拝所である。
聖櫃はガリシアの職人がオリーブから彫ったもので、東欧式である。擬人的な獅子のモチーフがあるが、これはラビ・イツハク・ルリアの頭文字を取って作った「アリー」という名が獅子を意味するからである。

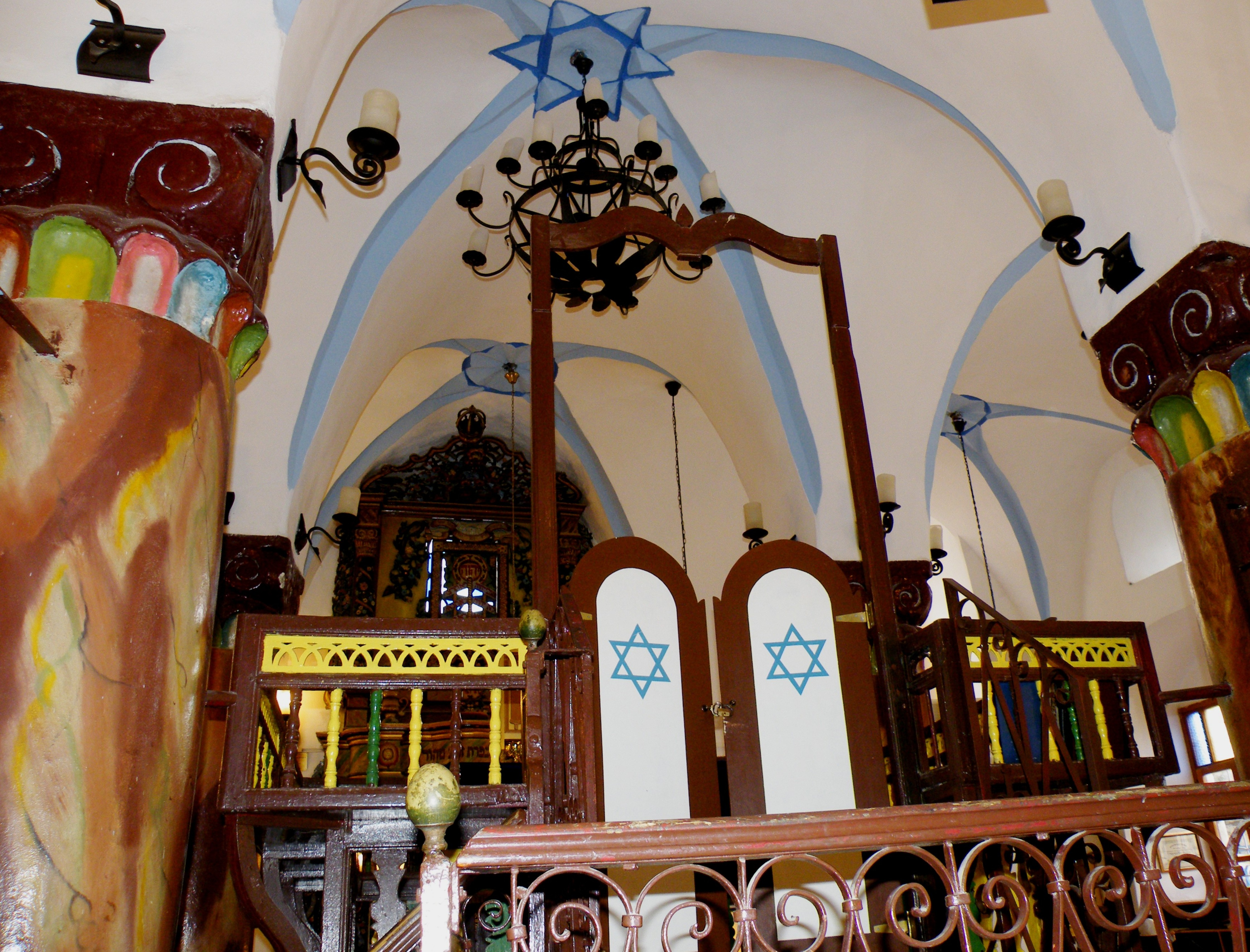